# Ottava di Pasqua
L'Ottava di Pasqua, celebrata come solennità del Signore nel calendario liturgico della Chiesa cattolica, corrisponde ai primi otto giorni del tempo pasquale. 

Questo tempo ha inizio con la domenica di Pasqua e termina con la successiva domenica in albis, tradizionalmente nota come domenica I post Pascha, in albis, dominica quasi modo o dominica de Thomas.
(P. Guéranger, L’anno liturgico. Volume terzo. Tempo Pasquale - Tempo dopo la Pentecoste, Fede e Cultura, Verona 2017, p.47.)

## Liturgia dell'Ottava pasquale

### Fondamento biblico
Già la Pasqua ebraica era seguita dalla settimana detta "degli Azzimi" (Es 12,15.19 ecc.), originariamente una festa indipendente che poi fu gradualmente unita in modo stretto alla celebrazione pasquale.
L'apparizione pasquale di Cristo all'ottavo giorno dalla risurrezione (Gv 20,26) ha certamente contribuito alla formazione dell'Ottava di Pasqua.

### Storia
Seguendo l'uso ebraico, la Chiesa ha sempre considerato la settimana pasquale come un unico giorno di festa.
La celebrazione della Domenica di Pasqua (primo giorno dell'Ottava) iniziò quando la veglia pasquale iniziò a terminare più presto, verso mezzanotte o poco dopo. L'antica veglia si concludeva invece poco prima dell'alba: fino al tempo di papa Siricio (384-399) a Roma non si celebrava altra eucaristia pasquale che quella che chiudeva la vigilia.
Sant'Agostino definisce la celebrazione dell'Ottava di Pasqua Ecclesiae consuetudo ("consuetudine della Chiesa").
L'Itinerarium di Egeria precisa in quali giorni i fedeli di Gerusalemme si radunavano nelle diverse chiese in questi giorni.
In riferimento al battesimo amministrato nella veglia pasquale, il settenario pasquale era dedicato soprattutto alla catechesi mistagogica rivolta ai nuovi battezzati. Le catechesi di sant'Ambrogio ne sono una testimonianza.
Il Sacramentario gelasiano (V secolo) testimonia una celebrazione eucaristica In dominico Paschae ("nella domenica di Pasqua"), della quale pone i formulari dopo quelli della messa della notte. Tale messa assunse forme sempre più solenni e, fino al 1952, costituì il vertice dell'anno liturgico.
Nel VII secolo, a Roma, si cantavano i vespri pasquali, caratterizzati da molteplici Alleluia. Le orazioni sono conservate nel Sacramentario gregoriano; esse vengono descritte in maniera particolareggiata nell'Ordo XXVII dell'VIII secolo.
Il Sacramentario gelasiano attesta che l'Ottava di Pasqua terminava con il sabato. Fu all'epoca di san Gregorio Magno che si trasferì la sua conclusione alla domenica, e il Sacramentario gregoriano intitola questa domenica: Dominica post albas. La denominazione Dominica in albis è posteriore.
Prima della riforma liturgica del rito romano di papa Pio XII la Veglia Pasquale si celebrava nella mattinata di Sabato Santo, non nella notte. Fino all'edizione del 1962 il Messale Romano indicava le stazioni giornaliere delle celebrazioni.

### Attuale ordinamento
I criteri che orientano l'attuale ordinamento delle celebrazioni dell'Ottava di Pasqua si trovano nelle Norme generali per l'ordinamento dell'Anno liturgico e il calendario nn. 22-24:
Sono giorni nei quali, in modo del tutto speciale, si canta l'Alleluia.
23. Le domeniche di questo tempo vengono considerate come domeniche di Pasqua e, dopo la domenica di Risurrezione, si chiamano domeniche II, III, IV, V, VI, VII di Pasqua. Questo sacro Tempo dei cinquanta giorni si conclude con la domenica di Pentecoste.
24. I primi otto giorni del Tempo Pasquale costituiscono l'Ottava di Pasqua e si celebrano come solennità del Signore.»
La riforma conservò questa ottava, nonostante il desiderio di recuperare l'unità della Cinquantina pasquale, proprio poiché la sua storia ne rivela la natura di "settimana mistagogica": "gli otto giorni sono uniti alla domenica di Pasqua e vengono celebrati come solennità del Signore".

#### L'Ottava: eucologia e organizzazione delle letture

##### I - Dominica Resurrectionis
Introito: Resurrexi.

##### II - Feria secunda (infra octava Paschae)
Introito: Introduxi vos.
Vengono presentati i testimoni della risurrezione (At 2,14-32), e si descrive l'incontro del Risorto con le pie donne, cui è affidato il compito di annunciare ai discepoli lo straordinario evento della risurrezione di Gesù (Mt 28,8-15).

##### III - Feria tertia (infra octava Paschae)
Introito: Acqua sapientiae.
Martedì: Pietro esorta tutti alla conversione e al battesimo nella fede in Cristo risorto (At 2,36-41), e si narra l'apparizione di Gesù alla Maddalena (Gv 20,11-18).

##### IV - Feria quarta (infra octava Paschae)
Introito:Venite benediciti.
Mercoledì: Pietro guarisce lo storpio alla porta del tempio di Gerusalemme (At 3,1-10), e Gesù si fa riconoscere dai discepoli di Emmaus (Lc 24,13-35).

##### V - Feria quinta (infra octava Paschae)
Introito: Victricem manum tuam.
Giovedì: Pietro parla dell'uccisione dell'autore della vita per sottolineare che Dio l'ha risuscitato dai morti (At 3,11-26), e il Vangelo attesta che l'annuncio dei profeti si è realizzato nella risurrezione di Cristo al terzo giorno (Lc 24,35-48).

##### VI - Feria sexta (infra octava Paschae)
Introito: Eduxit eos.
Venerdì: Pietro annuncia che solo in Gesù c'è salvezza (At 4,1-12), e si narra l'apparizione di Gesù risorto sulle rive del lago di Tiberiade (Gv 21,1-14).

##### VII - Sabbato (infra octava Paschae)
Introito: Eduxit Dominus.
Sabato: di fronte alla violenza del sinedrio gli apostoli affermano il dovere dell'annuncio pasquale (At 4,13-21), e Gesù invia i suoi discepoli in tutto il mondo (Mc 16,9-15).

##### VIII - Dominica Secunda Paschae
Introito: Quasi modo.

## L'ultimo giorno dell'Ottava
L'espressione "Ottava di Pasqua" indica anche l'ultimo giorno dell'ottava. Questo viene chiamato in modi differenti secondo i periodi storici e secondo le varie tradizioni cristiane:
- Domenica II di Pasqua è la dizione più semplice, che fa riferimento al fatto che questa domenica segue la "Prima domenica di Pasqua" che è la stessa solennità pasquale.
- Domenica I dopo Pasqua: è la dicitura precedente alla riforma liturgica di papa Paolo VI.
- Domenica in albis [sott. vestibus depositis] (letteralmente: "domenica in cui le bianche [vesti vengono deposte]"). Nei primi secoli della Chiesa il battesimo era amministrato nella solenne veglia pasquale, la notte di Pasqua, ed i battezzati indossavano una tunica bianca che portavano poi per tutta la settimana successiva, fino alla domenica dopo Pasqua, detta perciò "domenica in cui si depongono le bianche vesti".
- Domenica della Divina Misericordia: tale denominazione è stata aggiunta nel 2000 da papa Giovanni Paolo II, in relazione alle apparizioni di Gesù a santa Faustina Kowalska, con la concessione anche di speciali indulgenze.
- Domenica di san Tommaso: la Chiesa ortodossa[quale? o vale per tutte le liturgie ortodosse?] usa questo nome perché viene letto in questa domenica il brano evangelico in cui si parla dell'incredulità di san Tommaso (Gv 20,26-29[19]). Anche la Chiesa cattolica legge tale Vangelo in questa domenica.
- Quasimodogeniti: la Chiesa luterana usa questo nome preso dall'antifona iniziale del servizio religioso.